# Portret damy (film)
Portret damy (ang. The Portrait of a Lady) – brytyjsko-amerykański dramat obyczajowy z 1996 roku w reżyserii Jane Campion, zrealizowany na podstawie powieści Henry’ego Jamesa z 1881 roku. Autorem muzyki do filmu był Wojciech Kilar.

## Fabuła

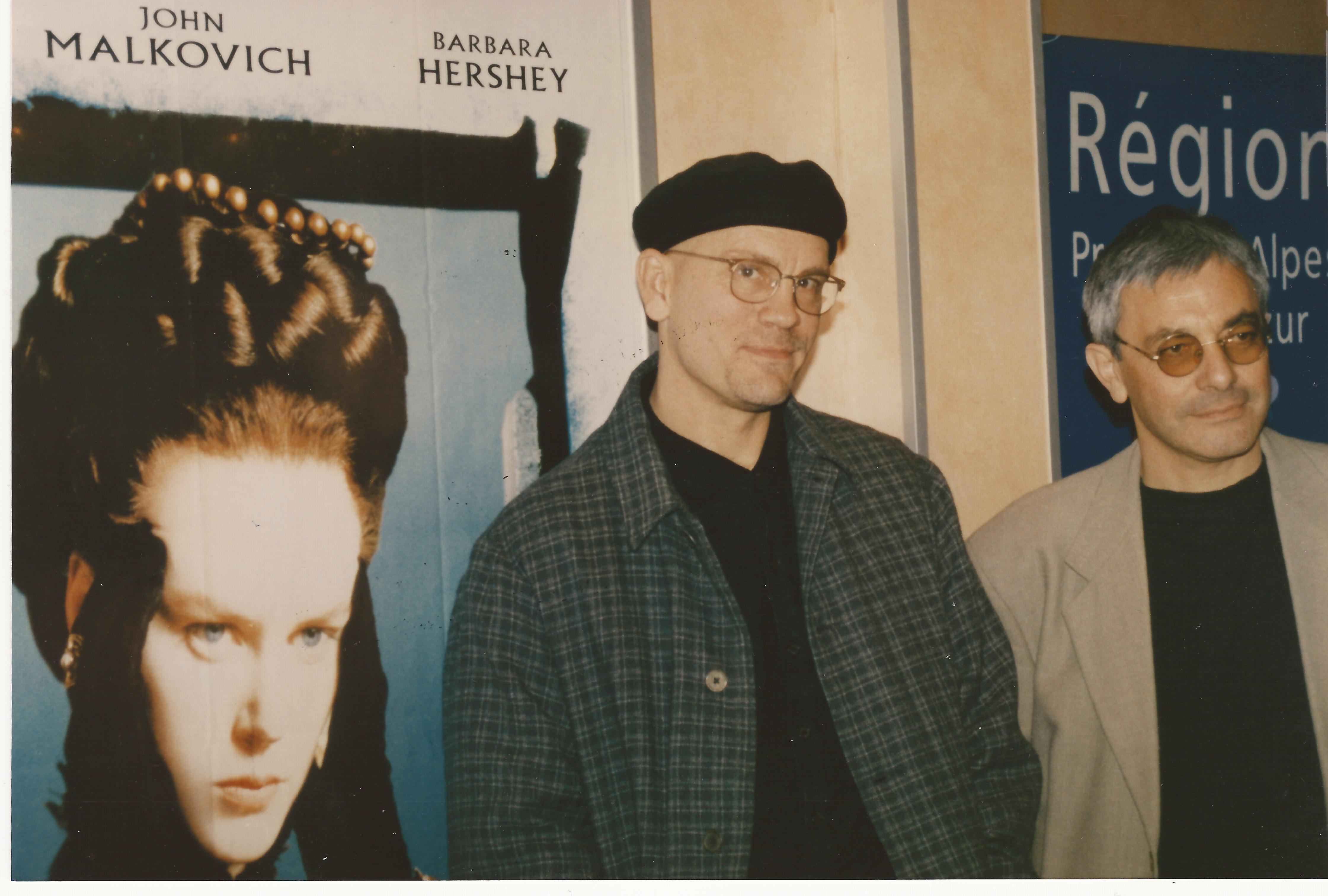
John Malkovich i Charles Villani, w tle po lewej plakat do filmu (2013).

W 1872 roku po śmierci rodziców młoda Amerykanka, Isabel Archer (Nicole Kidman) przybywa do Anglii i zamieszkuje w posiadłości swojego wuja, Daniela Touchetta. Jej uroda przyciąga wielu adoratorów, w tym Lorda Warburtona (Richard E. Grant) i Caspara Goodwooda (Viggo Mortensen), lecz kobieta odtrąca wszystkich. Nie zauważa dyskretnego uczucia, jakim darzy ją cierpiący na nieuleczalną chorobę kuzyn Ralph. Gdy umiera wuj Daniel, Isabel otrzymuje w spadku część jego majątku. Dzieje się tak za sprawą Ralpha, choć dziewczyna nie zdaje sobie z tego sprawy. Wkrótce młoda, niezależna finansowo arystokratka wyjeżdża do Włoch. Tam dzięki Madam Serenie Merle (Barbara Hershey) poznaje wdowca Gilberta Osmonda (John Malkovich), zakochanego we Florencji. Po krótkiej znajomości, Isabel przyjmuje jego oświadczyny i wychodzi za mąż. Dopiero po ślubie zauważa, że jej ukochany jest cynicznym, skupionym na sobie i swoich potrzebach, bezwzględnym mężczyzną, który terroryzuje nie tylko ją, lecz także swoją córkę, Pansy (Valentina Cervi). 
Kiedy Isabel dowiaduje się, że Ralph znajduje się na łożu śmierci, prosi męża, aby pozwolił jej pojechać do Anglii, żeby mogła być z umierającym kuzynem, ale otrzymuje zimną i negatywną odpowiedź. Isabel dowiaduje się od siostry Gilberta, że jego pierwsza żona była bezdzietna, a Pansy jest w rzeczywistości owocem romansu Gilberta i Sereny. Wbrew woli męża wyjeżdża do Anglii. Po drodze odwiedza Pansy w klasztorze i proponuje dziewczynie ucieczkę, ale Pansy odmawia, mówiąc, że chce jedynie zadowolić swojego ojca. Spotyka tam również Serenę, ale z dumą ignoruje jej próby rozpoczęcia rozmowy. Jednak w ostatniej chwili przed wyjazdem Serena wyjawia Isabel, że to jej umierający kuzyn Ralph przekonał ojca, by zapisał jej spadek. Na łożu śmierci Ralpha Isabel ze łzami w oczach wyznaje, że był jej najlepszym przyjacielem i że go kocha. Przyjaciółka Isabel Henrietta (Mary-Louise Parker) oraz Caspar Goodwood biorą udział w pogrzebie Ralpha. Po pogrzebie, w ogrodzie w posiadłości Touchettów, Caspar namawia Isabel, by porzuciła męża i była z nim szczęśliwa. Scena kończy się namiętnym pocałunkiem, jednak Isabel ucieka do domu. Nagle w spowolnionych kadrach odwraca się za siebie, zatrzymuje się przed drzwiami domu, opiera się o nie i spogląda z powrotem na ogród.

## Obsada
- Nicole Kidman – Isabel Archer
- John Malkovich – Gilbert Osmond
- Barbara Hershey – Madam Serena Merle
- Mary-Louise Parker – Henrietta Stackpole
- Christian Bale – Edward Rosier
- Richard E. Grant – Lord Warburton
- Viggo Mortensen – Caspar Goodwood
- Martin Donovan – Ralph Touchett
- Shelley Winters – Pani Touchett
- John Gielgud – Pan Touchett
- Valentina Cervi – Pansy Osmond

## Produkcja
Zdjęcia kręcono m.in. we Florencji i Lukce.

## Nagrody i nominacje
Oscary za rok 1996
- Najlepsze kostiumy - Janet Patterson (nominacja)
- Najlepsza aktorka drugoplanowa - Barbara Hershey (nominacja)

Złote Globy 1996
- Najlepsza aktorka drugoplanowa - Barbara Hershey (nominacja)

Nagrody Satelita 1996
- Najlepszy scenariusz adaptowany - Laura Jones (nominacja)
- Najlepsza scenografia - Janet Patterson (nominacja)
- Najlepsze kostiumy - Janet Patterson (nominacja)